# ワリード・アブドッラー
ワリード・アブドッラー（アラビア語: وليد عبدالله, ラテン文字表記:Waleed Abdullah, 1986年4月19日 - ）は、サウジアラビア・リヤド出身の元同国代表サッカー選手。アル・ナスルFC所属。ポジションはゴールキーパー。
『ワリード・アブドゥッラー』と表記されることもある。

## 来歴
アル・シャバブの下部組織で育ち、2006年にトップチームへ昇格した。
2017年2月、アル・ナスルへ移籍した。